# Jonathan Gay
Jonathan Gay es un programador de ordenador y empresario estadounidense con sede en California norte. Gay fue cofundador  FutureWave Software en 1993. Durante una década, fue el programador principal de esta empresa y el creador del Flash, el editor de animación para páginas web. Luego fundó Software as art, que más tarde pasó a llamarse Greenbox, empresa especializada en crear soluciones de gestión de energía para el hogar.

## FutureWave Software
En 1993, Jonathan , junto con Charlie Jackson fundaron FutureWave Software con la intención de crear software para diseño gráfico La directora de marketing era Michelle  Welsh que provenía de Silicon Beach Software, más tarde Aldus.
El primer producto de la compañía fue el SmartSketch, un programa de dibujo para el PenPoint OS y el EO Personal Communicator. Al no triunfar el Pen Computing, SmartSketch fue convertido a las plataformas Windows y Macintosh. y finalmente vendido a Broderbund Software.
A medida que Internet se hizo más popular, FutureWave se dio cuenta del potencial de una herramienta de animación vectorial basado en web  que podría desafiar la tecnología Shockwave de Macromedia. En 1995, FutureWave modificó SmartSketch añadiendo características de animación fotograma a fotograma y fue relanzado como FutureSplash Animator para Macintosh y PC. Por aquel tiempo,la compañía añadió un segundo programador Robert Tatsumi, el artista Adam Grofcsik, y el especialista en relaciones públicas Ralph Mittman.
El FutureSplash Animator Salió al mercado en mayo de 1996.
En diciembre de 1996, FutureWave fue adquirida por Macromedia, que cambió el nombre del editor de animación a  Macromedia Flash.

## Macromedia
Cuándo MSN y Disney decidieron utilizar el FutureSplash Animator para sus sitios web, Macromedia hizo una oferta para comprar FutureWave Software y la adquisición estuvo completada en diciembre de 1996. FutureSplash Animator fue rebautizado Flash 1.0.

### Salida de Macromedia
En mayo de 2010, creó una pequeña empresa especializada en vender, directo al consumidor, ternera ecológica alimentada con hierba.

## Explory
En mayo de 2013, intentó regresar al negocio del software, lanzando una exitosa campaña Kickstarter para Explory, una aplicación de vídeo móvil.